# Grevillea
Grevillea este un gen divers, de aproximativ 360 de specii, de plante sempervirescente cu flori din familia Proteaceae, nativ pădurilor tropicale și habitatelor mai mult deschise din Australia, Noua Guinee, Noua Caledonie, Sulawesi și alte insule indoneziene la est de Linia Wallace. Acesta a fost denumit în onoarea lui Charles Francis Greville. Plantele variază de la arbuști prostrați de sub 50 cm înălțime la copaci de 35 m înălțime. Genul dă numele subfamiliei Grevilleoideae și este strâns înrudit cu genul Hakea.
Viu colorate, florile fără petale constau dintr-un caliciu tubular care se împarte în 4 lobi, cu stiluri lungi.
Plantele sunt foarte atrăgătoare pentru păsări, în special cele care se hrănesc cu nectar. Sunt, de asemenea, folosite ca sursă de hrană de larvele unor specii delepidoptere, printre care Carthaea saturnioides și Pieris rapae.

## Cultivare

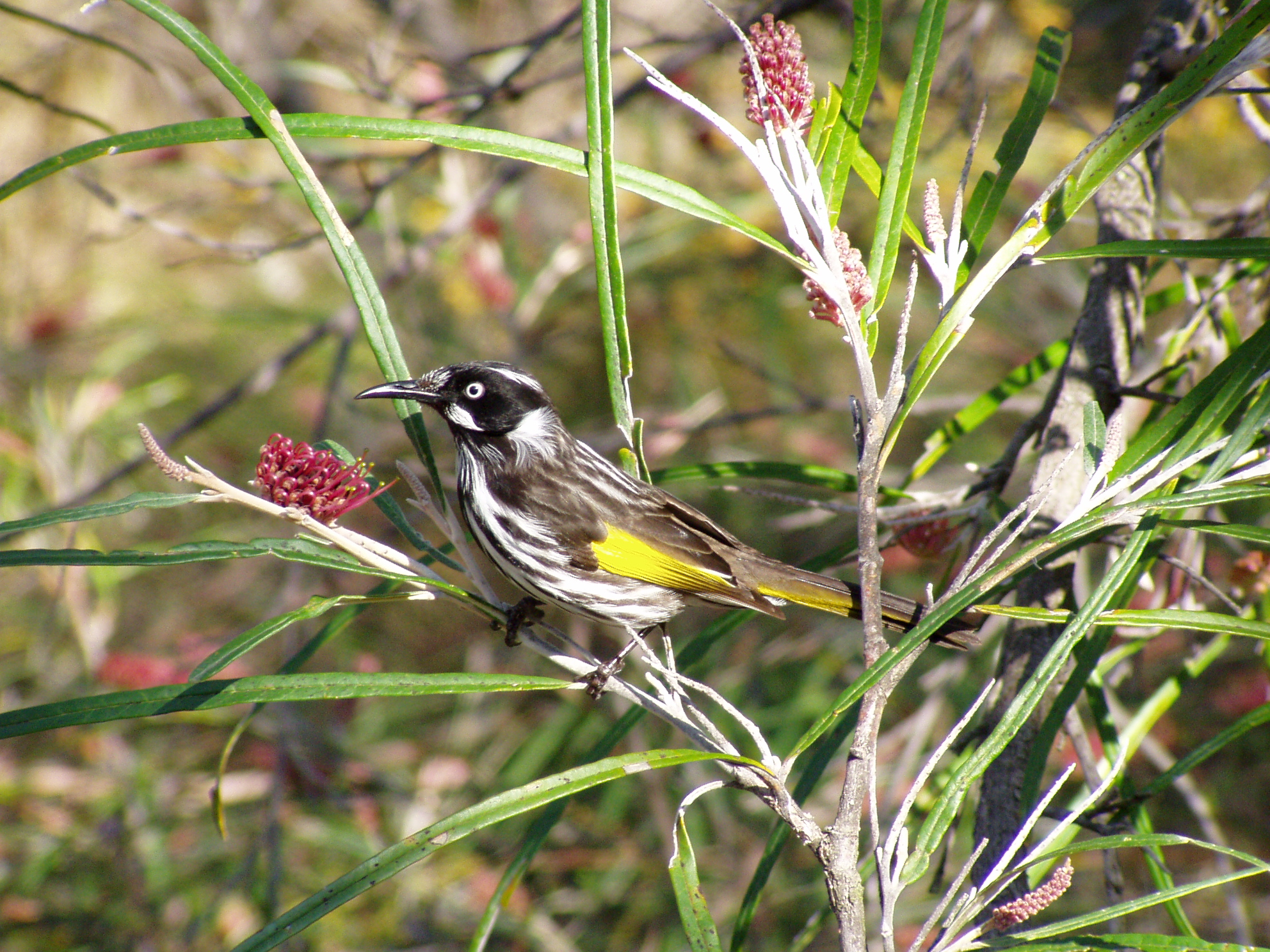
Phylidonyris novaehollandiae pe Grevillea aspleniifolia, Australian National Botanic Gardens, Canberra

Multe specii de Grevillea sunt populare ca plante de gradină, mai ales în Australia, dar și în alte climate temperate și subtropicale. Multe specii au tendința de a se încrucișa liber, iar hibridizarea extinsă și selecția atributelor prețuite horticultural au condus la lansarea comercială a mai multor soiuri numite. Unul dintre cele mai cunoscute este 'Robyn Gordon', un mic arbust de până la 1,5 metri, care poate înflori în toate cele 12 luni ale anului în climatele subtropicale. Soiul 'Canberra Gem' a câștigat premii ale Royal Horticultural Society.

## Utilizări

### Utilizare tradițională aborigenă

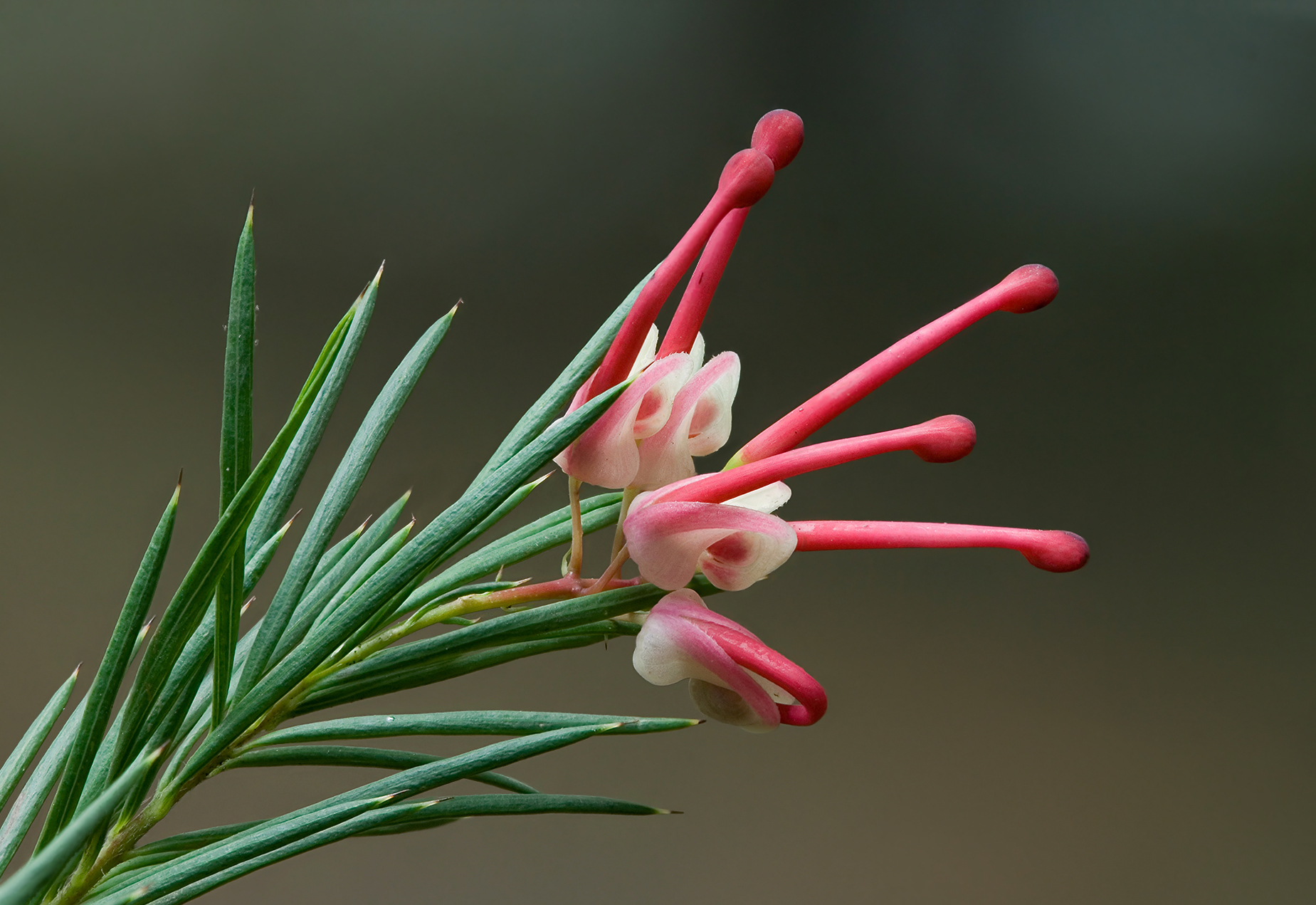
G. rosmarinifolia

Florile Grevillea sunt tradițional favorizate de aborigeni pentru nectarul lor dulce.  Pentru a fi consumat, nectarul poate fi scuturat din floare pe mână sau într-un coolamon și amestecat cu un pic de apă pentru a face o băutură dulce. 
Consumul de nectar direct din floare este cel mai bin evitat, deoarece unele specii cultivate produc flori ce conțin cianură.

### Mobilier colonial
Un furnir din lemn de grevillea a fost folosit pentru o masă Pembroke, o masă mică, cu două sertare și părți laterale pliante, realizată în 1790 de Comisarul Marinei Regale, Sir Andrew Snape Hamond. Lemnul din care a fost realizat furnirul a fost trimis de la Port Jackson către chirurgul-șef John White, care a sosit în noua colonie Australia cu Prima Flotă. Această masă se află acum în colecția Muzeului Național din Australia din Canberra.

## Specii
Există peste 350 de specii care sunt endemice Australiei, printre care următoarele:
- Grevillea acanthifolia A.Cunn.
- Grevillea alpina Lindl.
- Grevillea annulifera F.Muell.
- Grevillea aquifolium Lindl.
- Grevillea arenaria R.Br.
- Grevillea argyrophylla Meisn.
- Grevillea armigera Meisn.
- Grevillea asparagoides Meisn.
- Grevillea aspera R.Br.
- Grevillea aspleniifolia R.Br. ex Knight
- Grevillea australis R.Br.
- Grevillea banksii R.Br.
- Grevillea barklyana F.Muell. ex Benth.
- Grevillea baueri R.Br.
- Grevillea beadleana McGill.
- Grevillea bedggoodiana J.H.Willis ex McGill.
- Grevillea bipinnatifida R.Br.
- Grevillea brachystylis Meisn.
- Grevillea bracteosa Meisn.
- Grevillea buxifolia (Sm.) R.Br.
- Grevillea bronwenae Keighery
- Grevillea caleyi R.Br.
- Grevillea candelabroides C.A.Gardner
- Grevillea candicans C.A.Gardner
- Grevillea celata Molyneux
- Grevillea centristigma (McGill.) Keighery
- Grevillea chrysophaea F.Muell. ex Meisn.
- Grevillea concinna R.Br.
- Grevillea confertifolia F.Muell.
- Grevillea crithmifolia R.Br.
- Grevillea corrugata Olde & Marriott
- Grevillea curviloba McGill.
- Grevillea depauperata R.Br.
- Grevillea dielsiana C.A.Gardner
- Grevillea didymobotrya Meisn.
- Grevillea dimidiata F.Muell.
- Grevillea drummondii (W.Fitzg.) McGill.
- Grevillea dryophylla N.A.Wakef.
- Grevillea endlicheriana Meisn.
- Grevillea erectiloba F.Muell.
- Grevillea eriostachya Lindl.
- Grevillea excelsior Diels
- Grevillea fasciculata R.Br.
- Grevillea fililoba (McGill.) Olde & Marriott
- Grevillea flexuosa (Lindl.) Meisn.
- Grevillea floribunda R.Br.
- Grevillea floripendula R.V.Sm.
- Grevillea georgeana McGill.
- Grevillea heliosperma R.Br.
- Grevillea hilliana F.Muell.
- Grevillea hookerianaMeisn.
- Grevillea huegelii Meisn.
- Grevillea humifusa Olde & Marriott
- Grevillea ilicifolia (R.Br.) R.Br.
- Grevillea infecunda McGill.
- Grevillea intricata Meisn.
- Grevillea involucrata A.S.George
- Grevillea johnsonii McGill.
- Grevillea juniperina R.Br.
- Grevillea lanigera A.Cunn. ex R.Br.
- Grevillea laurifolia Sieber ex Spreng.
- Grevillea lavandulacea Schltdl.
- Grevillea leptopoda McGill.
- Grevillea leucopteris Meisn.
- Grevillea levis Olde & Marriott
- Grevillea linearifolia (Cav.) Druce
- Grevillea longifolia R.Br.
- Grevillea manglesii (Graham) Planch.
- Grevillea microstegia Molyneux
- Grevillea mimosoides R.Br.
- Grevillea miniata W.Fitzg.
- Grevillea miqueliana F.Muell.
- Grevillea montis-cole R.V.Sm.
- Grevillea mucronulata R.Br.
- Grevillea nudiflora Meisn.
- Grevillea obtecta Molyneux
- Grevillea obtusifolia Meisn.
- Grevillea oleoides Sieber ex Schult. & Schult.f.
- Grevillea olivacea A.S.George
- Grevillea oxyantha Makinson
- Grevillea paniculata Meisn.
- Grevillea parallela Knight
- Grevillea petrophiloides Meisn.
- Grevillea pilosa A.S.George
- Grevillea pilulifera (Lindl.) Druce
- Grevillea pimeleoides W.Fitzg.
- Grevillea pinaster Meisn.
- Grevillea polybotrya Meisn.
- Grevillea preissii Meisn.
- Grevillea pteridifolia Knight
- Grevillea pyramidalis A.Cunn. ex R.Br.
- Grevillea quercifolia R.Br.
- Grevillea ramosissima Meisn.
- Grevillea refracta R.Br.
- Grevillea repens F.Muell. ex Meisn.
- Grevillea ripicola A.S.George
- Grevillea rhyolitica Makinson
- Grevillea rivularis L.A.S.Johnson & McGill.
- Grevillea robusta A.Cunn. ex R.Br.
- Grevillea rosmarinifolia A.Cunn.
- Grevillea saccata Benth.
- Grevillea scapigera A.S.George
- Grevillea sericea (Sm.) R.Br.
- Grevillea shiressii Blakely
- Grevillea speciosa (Knight) McGill.
- Grevillea steiglitziana N.A.Wakef.
- Grevillea striata R.Br.
- Grevillea synapheae R.Br.
- Grevillea tetragonoloba Meisn.
- Grevillea thelemanniana Hügel ex Endl.
- Grevillea thyrsoides Meisn.
- Grevillea triloba Meisn.
- Grevillea triternata R.Br.
- Grevillea umbellulata Meisn.
- Grevillea treueriana F.Muell.
- Grevillea vestita (Endl.) Meisn.
- Grevillea victoriae F.Muell.
- Grevillea whiteana McGill.
- Grevillea wickhamii Meisn.
- Grevillea wilsonii A.Cunn.
- Grevillea × gaudichaudii R.Br. ex Gaudich.

Cinci specii sunt endemice pentru zone din afara Australiei. Trei dintre acestea - G. exul., G. gillivrayi și G. meisneri sunt endemice pentru Noua Caledonie, în timp ce G. elbertii și G. papuana sunt endemice pentru Sulawesi și, respectiv, Noua Guinee. Alte două specii, G. baileyana și G. glauca, apar în Noua Guinee și Queensland.

## Galerie

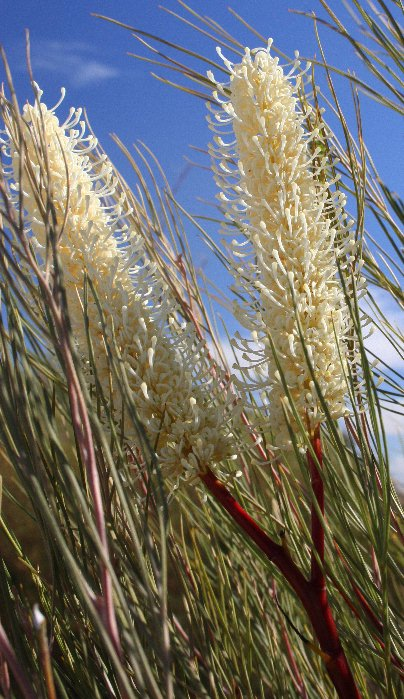
G. candelabroides
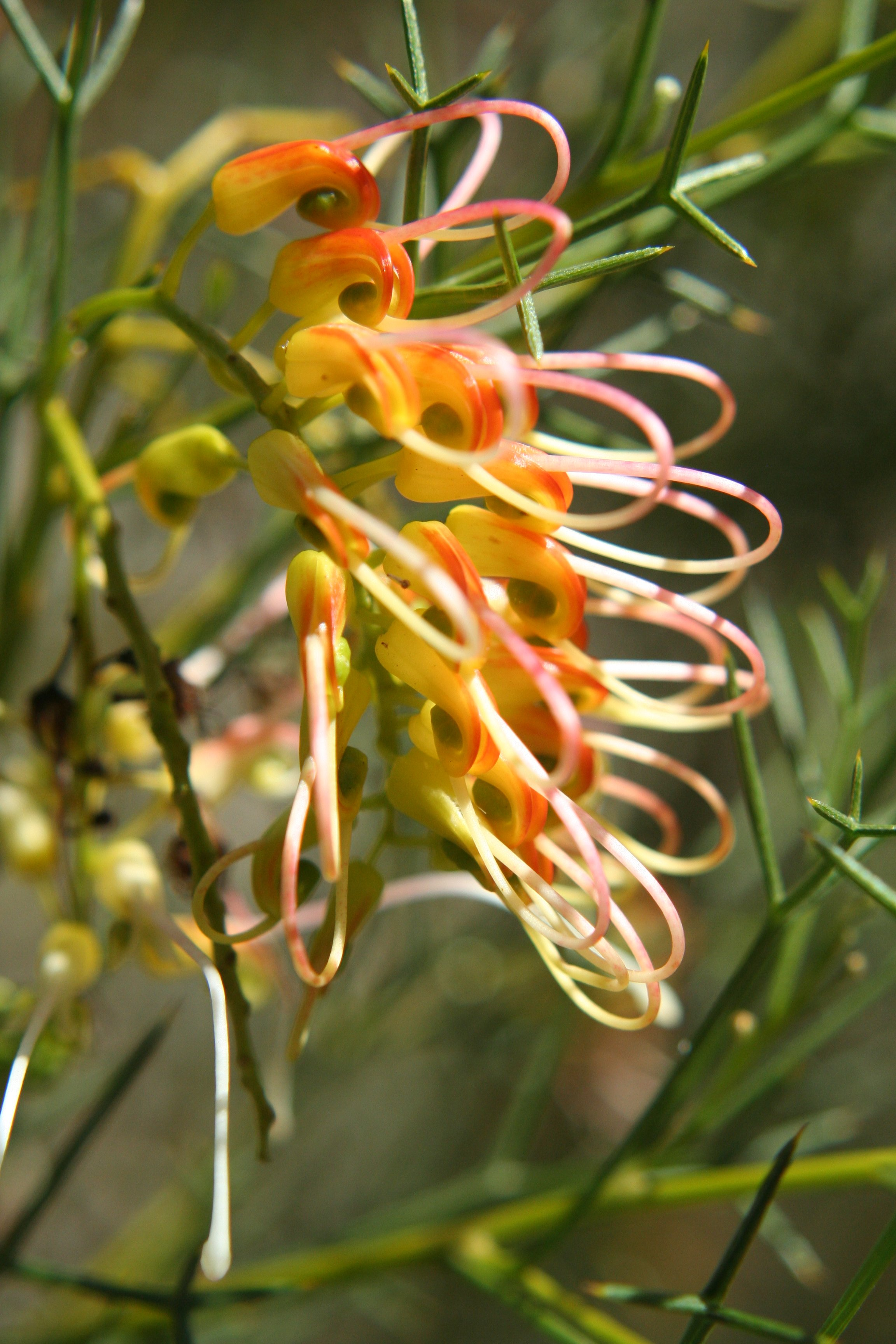
Grevillea dielsiana
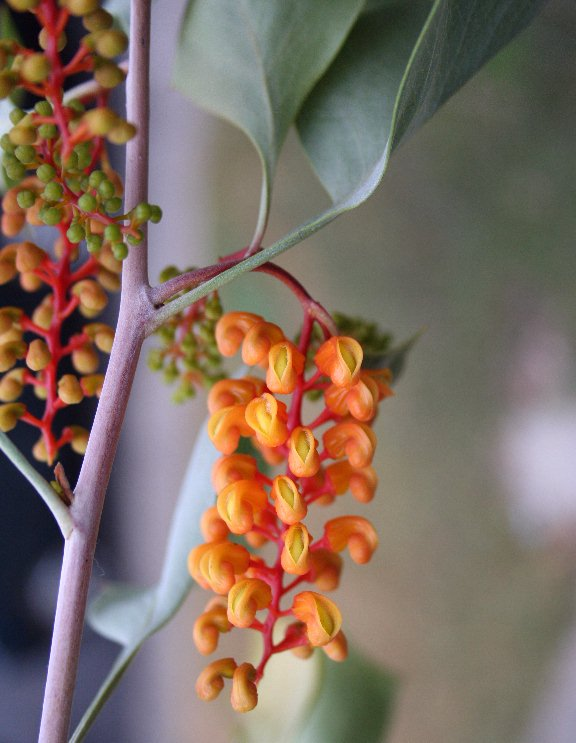
G. wickhamii aprica
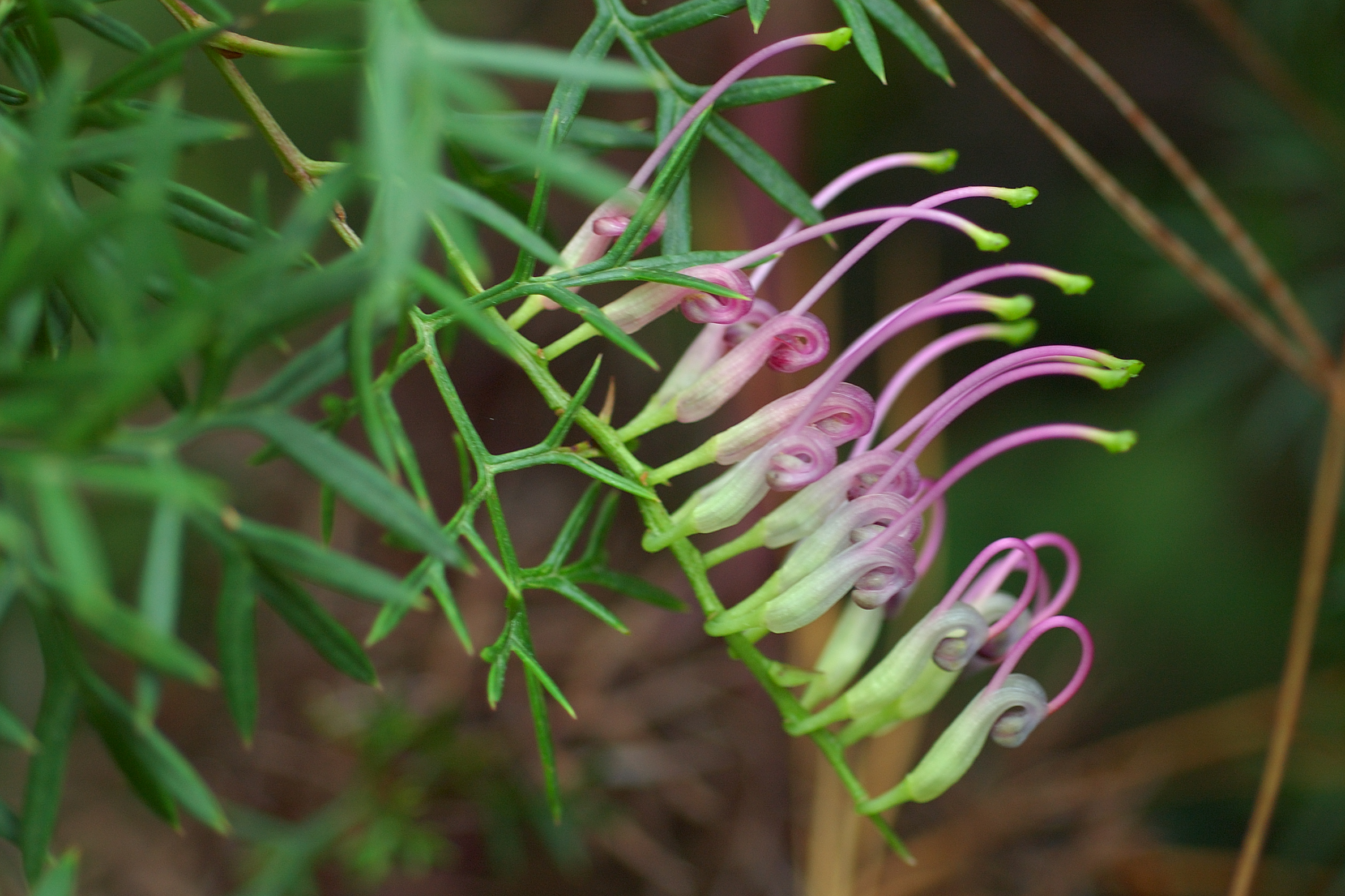
G. rivularis